# دودو الأكدي
دودو
هو أحد ملوك أكاد انهى سلسلة الاستيلاء على العرش في 3 السنوات التي قبله والتي حكمها 4 ملوك بعد أن توفي الملك شار كالي شاري وحكم لمدة 21 سنة وخلفه ابنه شو تورول .